# Свердлово (Тверская область)
Свердло́во (также Свёрдлово) — село в Конаковском районе Тверской области России. Входит в состав Вахонинского сельского поселения. Старое название — село Новое на Волге.

## География
Находится в 10 километрах к юго-западу от города Конаково на правом берегу Волги (Иваньковского водохранилища).

## Население
| 2010 |
| ---- |
| 96   |

## История
В XIX—XX веках село Новое на Волге относилось к Клинскому уезду Московской губернии. В Списке населённых мест губернии 1859 года владельческое село Новое, 148 дворов, 989 жителей.

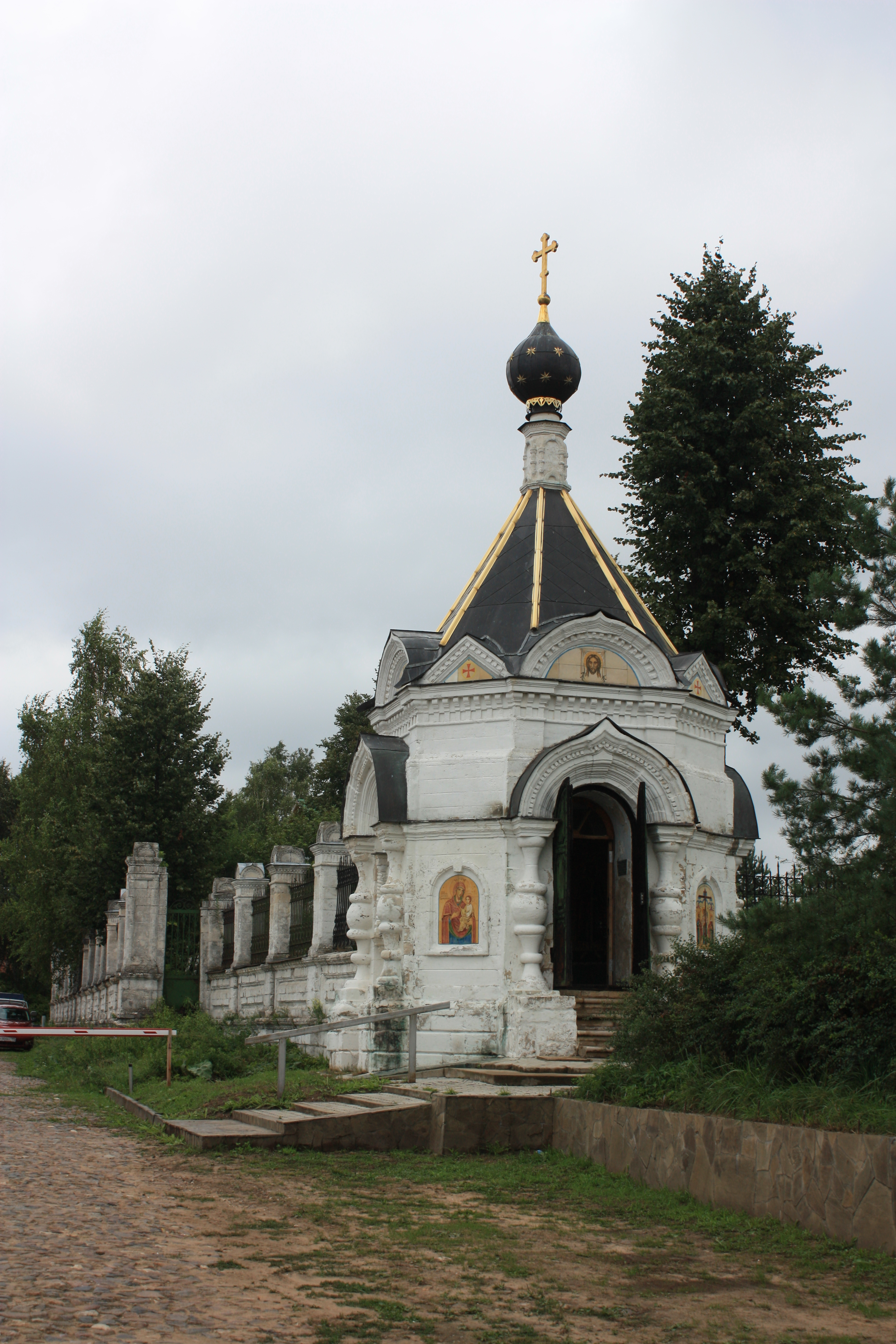
Александроневская часовня у храма Воздвижения Честного Креста Господня в Свердлово.

В 1913 году в селе 215 дворов, волостное правление, квартира урядника, земское училище, земская лечебница, богадельня, почтово-телеграфное отделение, пожарная дружина, кредитное товарищество, казенная винная лавка, торговая гостиница и 2 пристани на реке Волге при селе для стоянки пароходов.
В 1920-х годах Новинская волость Клинского уезда была переименована в Свердловскую в честь революционного деятеля Якова Свердлова, село называлось Свердлово-Новое. По переписи 1926 года здесь 202 хозяйства, 832 жителя.

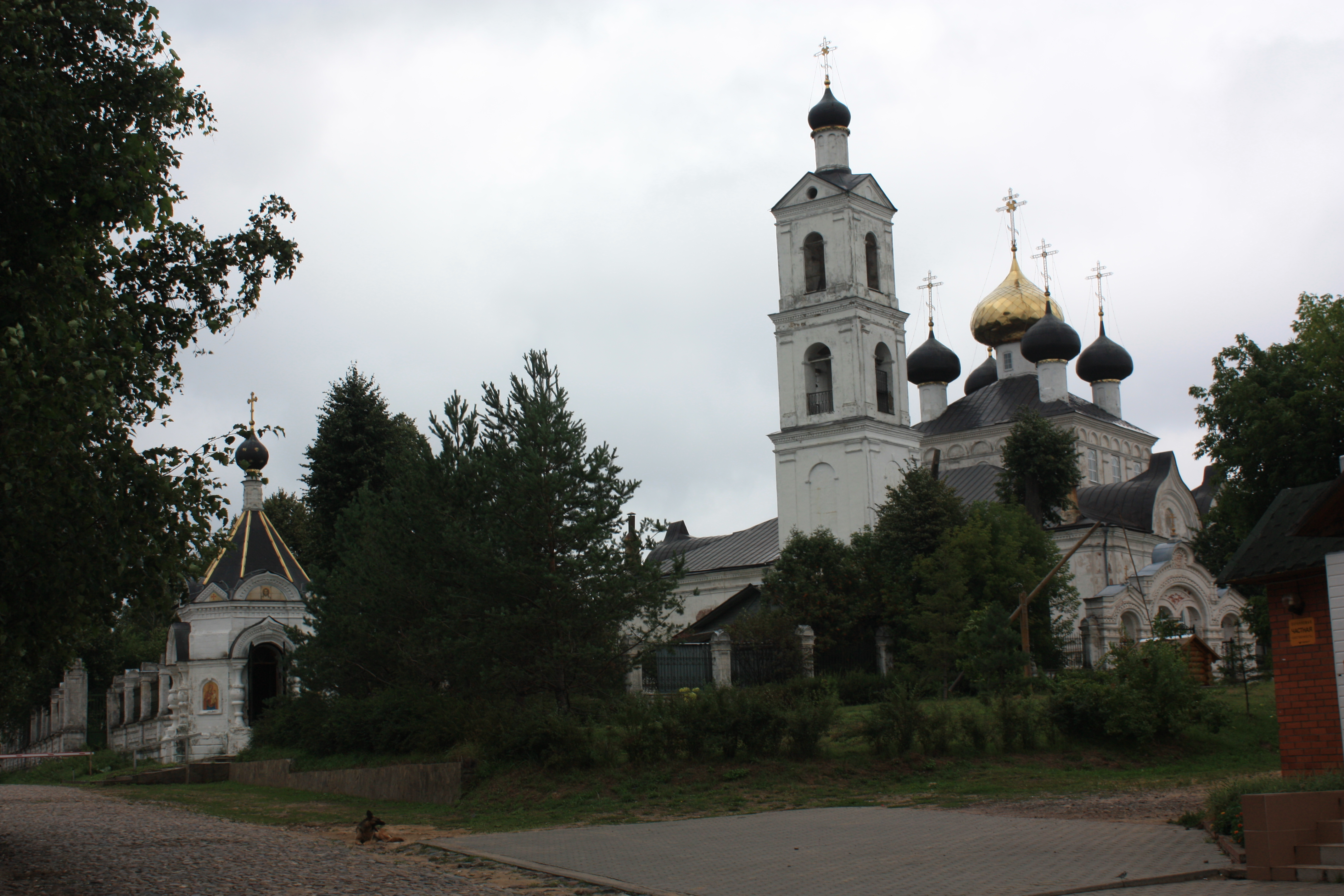
Церковь Воздвижения Честного Креста Господня в Свердлово.

С 1935 года деревня Свердлово в составе Калининской области, в 1940 году — центр Свердловского сельсовета Завидовского района. С 1965 года — в составе Конаковского района, в 1970-80-е годы жители деревни трудились в совхозе «Шошинский». В 1997 году было 55 хозяйств, 79 жителей.
Население по переписи 2002 года — 94 человека, 40 мужчин, 54 женщины.